# Cattiérite
La cattiérite (CoS2) est un minéral, sulfure de cobalt découvert en république démocratique du Congo. Il fut découvert en même temps que le sulfure de nickel vaesite par Johannes F. Vaes, un minéralogiste belge et nommé d'après Félicien Cattier, président du conseil d'administration de l'union minière du Haut Katanga.
Le minéral appartient au groupe de la pyrite, dont tous les membres partagent la même structure cristalline. Le métal dans l'état d'oxydation +2 forme une structure chlorure de sodium avec l'anion disulfure S22−. Cette notation signale que les atomes de soufre dans la pyrite se trouvent en paires avec des liens S-S clairs.
On le trouve avec la pyrite, la chalcopyrite et les membres du groupe linnaéite – polydymite dans les dépôts de minerai dans les roches carbonatées. En plus du topotype dans le district du Katanga, il est signalé à Gansberg, Forêt-Noire, en Allemagne ; près de Filipstad, Värmland, Suède ; à Bald Knob, près de Sparta, comté d'Alleghany en Caroline du Nord et dans la mine Fletcher du comté de Reynolds dans le Missouri.